# قوتورسویی
چشمه آب گرم گوتول یکی از مشهورترین چشمه‌های استان اردبیل واقع در شهرستان مشگین‌شهر و دامنه سرسبز سبلان است که در ۲۵ کیلومتری جنوب لاهرود و ۴۸ کیلومتری جنوب مشگین‌شهر واقع شده‌است
آب قوتورسویی در ردیف آب‌های معدنی سولفاته کلیسیک سدیک و گوگرد خیلی گرم است که آثار اسید سولفوریک آزاد دارد. آبگرم قوتورسویی به علت داشتن گوگرد خالص خاصیت درمانی ویژه‌ای برای از بین بردن امراض مختلف پوستی دارد. دمای چشمه آن ۴۲ درجه سانتی‌گراد و دبی آن ۱۳ لیتر در ثانیه است. البته به علت وجود گوگرد زیاد در آب قوتورسویی توصیه می‌شود از استنشاق مستقیم گاز آن خودداری شود.
همچنین این محل دارای مکان‌های سرسبز گردشی و شیروان دره و جنوارداغی می‌باشد.